# Epariti
Epariti (Oudgrieks: Ἐπάριτοι, Epáritoi) heette het gemeenschappelijk leger van de Arcadiërs.
Na de vereniging van de afzonderlijke Arcadische poleis tot een grote volksgemeente (de Arcadische Bond, waarvan de raad οἱ μύριοι / hoi mýrioi (de Tienduizend) werd genoemd) ten gevolge van Sparta’s verzwakking door de slag bij Leuktra (371 v.Chr.), werd er door hen een staand leger van 5000 gewapende manschappen onder deze naam opgericht, die de bevelen van de gemeenschappelijke overheid moesten uitvoeren.
Hesychios van Alexandria schreef over hen:

<ἐπάριτοι>· τάγμα Ἀρκαδικὸν μαχιμώτατον. καὶ οἱ παρὰ Ἀρκάσι δημόσιοι φύλακες.
<epariti>: Arcadische oorlogsklare legereenheid. en de bewakers bij de Arcadische ambtenaren.
—  Hesychios van Alexandria, s. v. ἐπάριτοι.

## Referentie
- art. Ἐπάριτοι, in F. Lübker - trad. ed. J.D. Van Hoëvell, Classisch Woordenboek van Kunsten en Wetenschappen, Rotterdam, 1857, p. 328.